# Nowosjolowo (Krasnojarsk, Nowosjolowski)
Nowosjolowo (russisch Новосёлово) ist ein großes Dorf (selo) in der Region Krasnojarsk in Russland mit 5980 Einwohnern (Stand 14. Oktober 2010).

## Geographie
Der Ort liegt gut 160 km Luftlinie südwestlich des Regionsverwaltungszentrums Krasnojarsk. Er befindet sich am linken Ufer des dort drei bis über fünf Kilometer breiten Krasnojarsker Stausees des Jenissei.
Nowosjolowo ist Verwaltungszentrum des Rajons Nowosjolowski sowie Sitz und einzige Ortschaft der Landgemeinde (selskoje posselenije) Nowosjolowski selsowet.

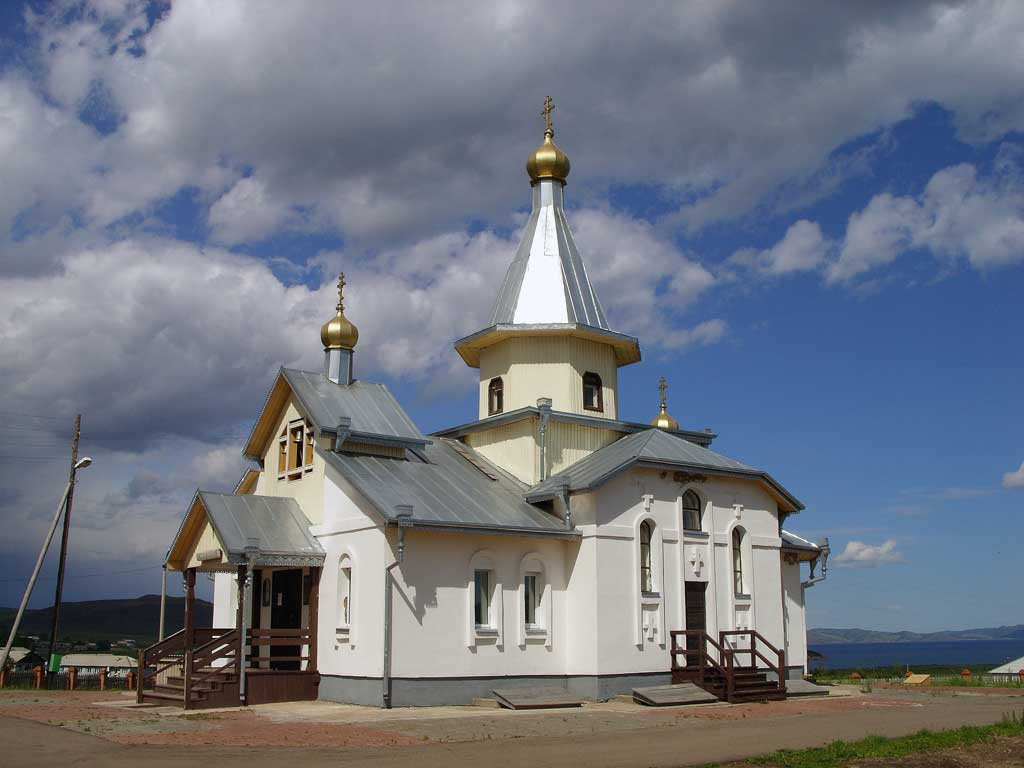
Die Kreuzerhöhungskirche in Nowosjolowo
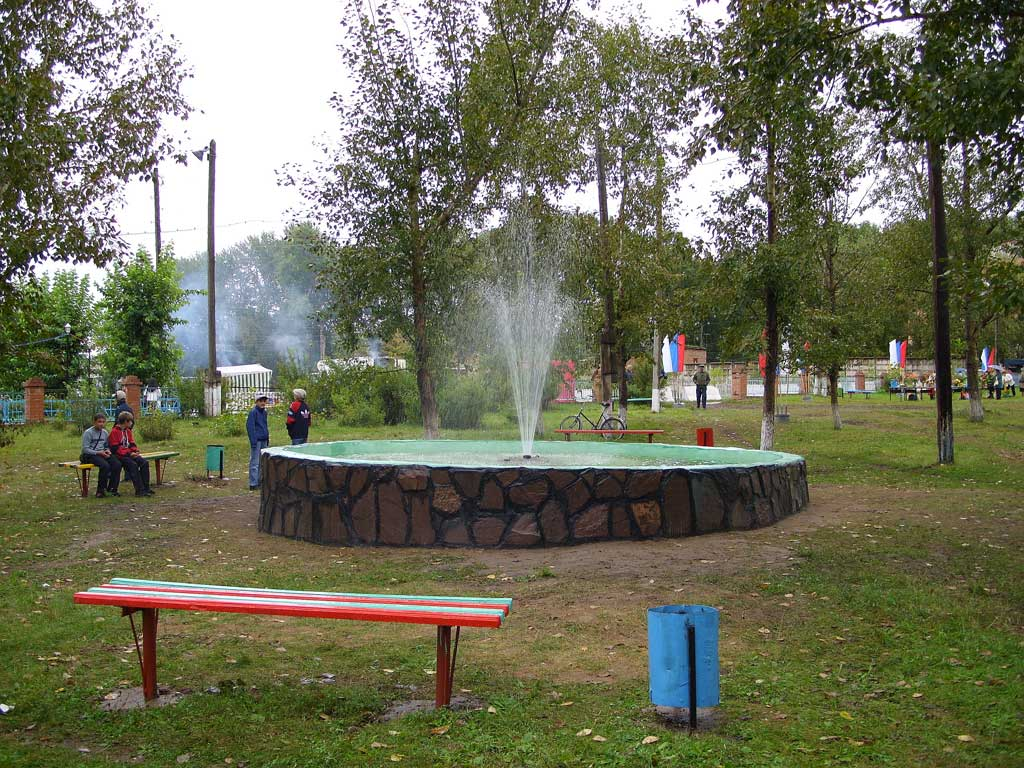
Park in Nowosjolowo
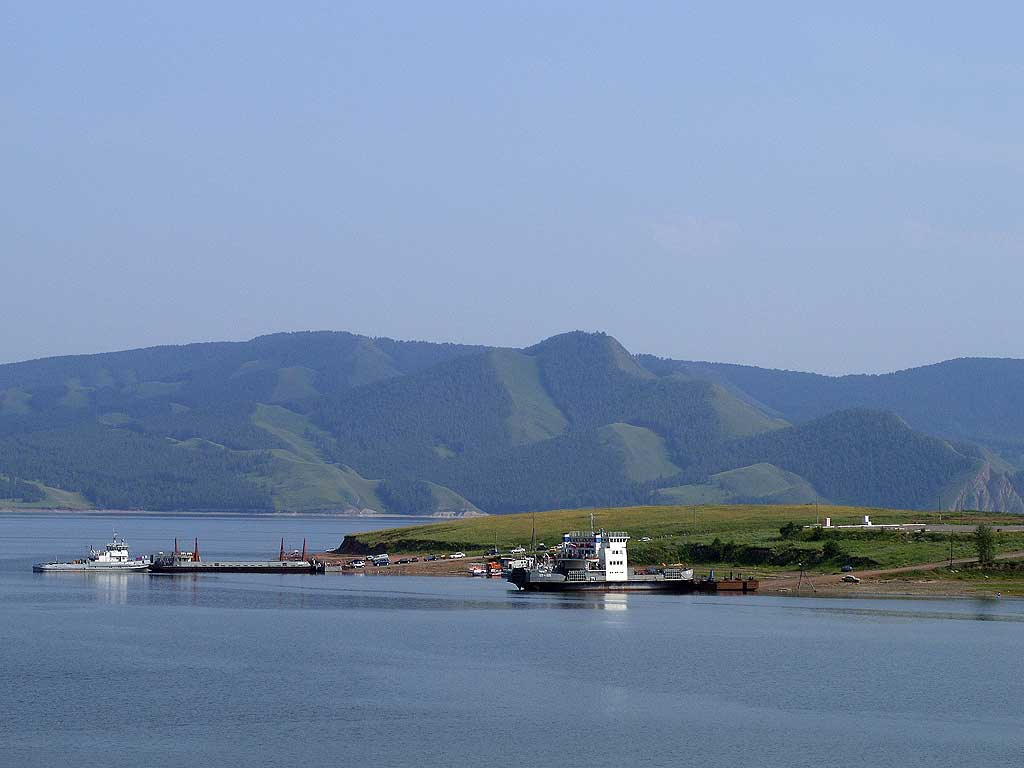
Anlegestelle am Krasnojarsker Stausee

## Geschichte
Das genaue Gründungsjahr des ursprünglichen Dorfes ist nicht bekannt. Da der Ort in den Angaben einer Revision von 1719 noch nicht genannt wird, aber der Geograph Gerhard Friedrich Müller es in seinem Sibirien-Reisebericht von 1739 als Dorf mit einer zwei Jahre zuvor errichteten Kirche erwähnte, ist eine Entstehung in den 1720er-Jahren wahrscheinlich.
Am 4. April 1924 wurde Nowosjolowo Verwaltungssitz eines nach ihm benannten Rajons. Mit der Flutung des Krasnojarsker Stausees in den 1960er-Jahren geriet das Dorf unter dessen Wasserspiegel und wurde deshalb im Vorfeld an einer höher gelegenen Stelle unweit der alten Lage neu errichtet. Die neue Ortschaft erhielt 1962 den Status einer Siedlung städtischen Typs, verlor ihn aber 1991 wieder.

## Bevölkerungsentwicklung
| Jahr | Einwohner |
| ---- | --------- |
| 1897 | 758       |
| 1939 | 3394      |
| 1959 | 2882      |
| 1970 | 5212      |
| 1979 | 5576      |
| 1989 | 6595      |
| 2002 | 6350      |
| 2010 | 5980      |

Anmerkung: Volkszählungsdaten

## Verkehr
Nordwestlich an Nowosjolowo vorbei verläuft die föderale Fernstraße R257 Jenissei (ehemals M54) von Krasnojarsk über die chakassische Hauptstadt Abakan und die tuwinische Hauptstadt Kysyl zur mongolischen Grenze. Beim Dorf zweigt in nordwestlicher Richtung die Regionalstraße 04K-032 ab, über die Anschluss in Richtung Uschur besteht, wo sich etwa 80 km entfernt an der Strecke Atschinsk – Abakan die nächstgelegene Bahnstation befindet. Den Stausee quert bei Nowosjolowo eine Autofähre; die am rechten Ufer anschließende Straße verläuft in südlicher Richtung vorbei an Krasnoturansk und Idrinskoje nach Minussinsk.
Westlich des Dorfes befindet sich ein Flughafen (ICAO-Code UNAN), der jedoch seit den 1990er-Jahren außer Betrieb ist.

## Söhne und Töchter des Orts
- Wera Balandina (1871–1943), Chemikerin und Mäzenin